# جامع قسطل الحرامي
جامع قسطل الحرامي أو جامع بردبك المملوكي ، يقع المسجد في محلة قسطل الحرامي في المدينة القديمة في حلب.
من أهم آثار المسجد التربة وسبيل الماء والمئذنة و المحراب الذي يعد من أجمل المحاريب في حلب.

فيما أطهرت صور نشرها ناشطون سوريون معارضون آثار الدمار في المسجد وفي قبته نتيجة معارك الأزمة السورية في المدينة القديمة في حلب.